# کلی مارو
کلیتون مک‌کنزی مارو به نام مخفف کِلِی مارو (زادهٔ ۳ ژوئیه ۱۹۷۴) یک انیمیشن‌ساز، نویسنده، هنرمند استوری‌برد و کارگردان استوری‌برد آمریکایی است. او پسر بری مارو فیلمنامه‌نویس برنده اسکار و امی است.